# Черемшанка (Тайшетский район)
Черемшанка — деревня в Тайшетском районе Иркутской области России. Входит в состав Половино-Черемховского муниципального образования. Находится примерно в 38 км к северо-западу от районного центра.

## Население
По данным Всероссийской переписи, в 2010 году в деревне проживало 11 человек (5 мужчин и 6 женщин).